# Santa Clara de Avedillo
Santa Clara de Avedillo is een gemeente in de Spaanse provincie Zamora in de regio Castilië en León met een oppervlakte van 16,81 km². Santa Clara de Avedillo telt 180 inwoners (1 januari 2016).

## Demografische ontwikkeling
Bron: INE, 1857-2011: volkstellingen